# San Vito (Narni)
San Vito è una frazione del comune di Narni, in provincia di Terni.

## Geografia fisica
Il paese si trova a 267 m s.l.m., posizionato su un terrazzo fluviale della Valle del Tevere.

## Storia
Nel Pliocene l'intera zona era bagnata da mari preistorici, la cui fauna viene ancora ritrovata in formazioni fossilifere: le forme di vita attuali, presenti in mari tropicali, sono testimonianza della grande differenza climatica esistente rispetto al giorno d'oggi.
In epoca storica, più precisamente nell'XI secolo, San Vito risulta essere fatto a mo' di corte, cioè una serie di fondi rurali chiusi da recinzioni. Nel 1297 sappiamo che i signori locali erano gli Scotti.
Data la sua posizione, che lo rende accessibile facilmente dalla pianura tiberina, esso è sempre stato oggetto di preda di molte truppe di passaggio, tanto che nel 1371 gli Scotti offrono a Narni ingenti quantità di frumento ed altre materie per assicurarsi la protezione contro questi nemici.
Sicuramente, nel 1593 risulta essere totalmente assoggettato a Narni e posto sotto la sua giurisdizione.

## Economia e manifestazioni
Fino ai primi anni del XX secolo, San Vito era considerato il granaio dell'Umbria, mentre nei secoli precedenti molti fondi erano proprietà di un dominio collettivo.
In uno dei giorni successivi al Natale viene organizzato un presepe vivente in costume.
In passato, durante la festività dell'Epifania, si svolgevano i cosiddetti Canti di Pasquarella e il chichì dei bambini. I Canti di Pasquarella vedevano coinvolte persone adulte che la sera del 5 gennaio, passando di porta in porta, intonavano i versi di un'antica canzone con l'accompagnamento della fisarmonica. Gli abitanti del paese accoglievano l'improvvisato coro con dolci e bevande. Il chichì dei bambini è una tradizione ancora viva. Il pomeriggio del 5 gennaio i bambini sanvitesi bussano alla porta di ogni abitazione al grido di <<chichìì!!!>> ricevendo in dono frutta, dolci e spiccioli; prima di continuare il giro ringraziano e augurano Buona Pasquarella.
Il 15 giugno si svolge una processione in onore del patrono, San Vito.
Durante la festa si svolge Il Palio della Torre.

## Monumenti e luoghi d'interesse
- La torre di avvistamento, a pianta quadrata, posta nella parte centrale, più elevata, del paese. Gli spigoli sono rinforzati da conci squadrati in pietra ed è ottimamente conservata.
- Chiesa di San Vito, risalente ai primi anni del '900, costruita grazie all'opera degli abitanti del tempo, fu iniziata intorno al 1912 poi interrotta e ripresa nel 1919 ca. È una chiesa costruita a navata centrale, con un presbiterio che presenta dei bassorilievi di epoca contemporanea. Sopra l'altare è posta una tela raffigurante il Divino cuore di Gesù. La chiesa è votata appunto al patrono del paese.

## Innovazione in campo didattico
Negli anni '50 proprio a San Vito di Narni, e in un suo borgo (Grottamurella), venne sperimentato un innovativo metodo didattico per le scuole elementari, basato sull'esperienza visiva e l'arte dell'immagine. Artefice di ciò fu il maestro Carlo Piantoni che introdusse metodi originali anche nel campo scientifico, con esperienze dirette sul territorio. I suoi alunni di San Vito furono i vincitori dell'Esposizione Mondiale di Tokio del 1960 e l'Ambasciatore Giapponese si recò di persona nella scuola elementare di San Vito di Narni per consegnare le Medaglie , evento di grande risonanza, all'epoca, e rimasto come "storico" nella memoria degli abitanti del paese. Grazie al lavoro del maestro Carlo Piantoni "I ragazzi di Grottamurella" sono diventati famosi  Archiviato il 18 ottobre 2011 in Internet Archive., al pari dei bambini di Nasino, di Amalfi, di Sant'Andrea di Badia Calavena (Verona), come emblema di una nuova interessante impostazione dell'insegnamento negli anni successivi alla seconda Guerra Mondiale.

## Viabilita'
Il paese è raggiungibile dalla via Flaminia, collegata a poca distanza all'uscita autostradale A1 Magliano S.